# Chan Kowk Wai
Chan Kowk Wai (陳國偉; pchin-jin: Chén Guó Wěi) (3. dubna 1936, ve městě Taj-šan v provincii Kuang-tung, v Číně – 17. ledna 2022 v São Paulu) byl uznávaným představitelem tradičního wu-šu přezdívaný jako 'Otec kungfu v Jižní Americe'. Vyučoval i ve vysokém věku ve svém domově (São Paulo, Brazílie) i mnoha zemích celého světa. Měl studenty např. v Argentině, Česku, Chile, Kanadě, Španělsku a v USA.
V roce 1960 se Chan Kowk Wai přestěhoval do Brazílie, kde založil Čínské společenské centrum (Portugalsky: Centro Social Chinês) kde také začal po svém příjezdu vyučovat kungfu. V roce 1973 založil
Čínsko-Brazilskou akademii Kungfu (Portugalsky: Academia Sino-Brasileira de Kung Fu) kde působí dodnes.
V září 2004, byl mistru Chanovi v pěti stylech (Severní Šaolin, Jang Tchaj-ťi, Pa-kua, Sing-i a Siong-šeng Čoj-lej-fut) udělen 10. (nejvyšší) stupeň Světové organizace mistrů wu-šu a kung-fu (anglicky World Organization of Wu Shu & Kung Fu Masters) se sídlem ve Vancouveru, v Kanadě.
Při předání titulu řekl Tat-Mau Wong (mistr Cailifo, viceprezident of the Americké Wushu Kungfu Federace a předseda pro San Shou Full Contact): „Nikdo [v Brazílii] nemusí jezdit do Číny aby se naučil Kung Fu, protože s mistrem Chanem má Brazílie Kung Fu na nejvyšší úrovni“.

## Styly
Chan Kowk Wai vyučuje velké množství tradičních stylů kung fu. Jsou to hlavně
- Severní Shaolin (北少林拳門; Pinyin: Běi Shào Lín Quán Mén)
- Cailifo (蔡李佛; pchin-jin: Cài Lǐ Fó, kant.: Choy Li Fut), linie 鴻勝 (Pinyin: Hóng Shèng; Kant.: Hung Sing) a 北勝 (Pinyin: Běi Shèng; Kant.: Bak Sing).
- severní kudlanka nábožná, styl sedmi hvězd (七星螳螂拳; pchin-jin: Qī Xīng Táng Láng Quán)
- Orlí spár (翻子鷹爪; pchin-jin: Fān Zi Yīng Zhǎo)
- Tantui (彈腿; pchin-jin: Tán Tuǐ)
- Lohan (羅漢拳; pchin-jin: Lúo Hàn Quan)
- Šest harmonií (六合拳; pchin-jin: Liù Hé Quán)
- Styl rodiny Zha (查拳; Zhā Quán)
- tchaj-ťi-čchüan, styl Jang (楊氏 太極拳; pchin-jin: Yáng Shì Taì Jí Quán)
- Pakua (八卦掌; pchin-jin: Bā Guà Zhǎng)
- sing i čchüan (形意拳 pchin-jin: Xíng Yì Quán)
- pa-ťi čchüan (八極拳; pchin-jin: Bā Jí Quán)
- Zi Ran Men (自然門; pchin-jin: Zì Rán Mén)

## Učitelé
Mezi jeho učitele patřila celá řada slavných představitelů Čínského Kungfu první poloviny 20. stol. Byli to např.
- Chan Cheok Sing - Xiongsheng Cailifo
- Ma Jianfeng - Luohanquan
- Yan Shangwu (嚴尚武) - Beishaolin, Taiji, Xingyi, Baji, Tantui, Beisheng Cailifo
- Huang Hanxun (黃漢勳, Kant.: Wong Hon Fan) - Kudlanka nábožná sedmi hvězd
- Zhang Zhanwen (张占文, Kant.: Ching Jim Man) - Orlí spár
- Zhen Yaochao (Kant.: Yan Chou Chin) - Xiongsheng Cailifo